# Keesingia gigas
Keesingia gigas — вид отруйних медуз родини Alatinidae класу кубомедуз (Cubozoa).

## Поширення
Вид поширений в Індійському океані поблизу південно-західного узбережжя Західної Австралії.

## Відкриття
Вперше медуза була сфотографована у 1980 році, але перший зразок для досліджень впійманий лише у 2013 році. Екземпляр спіймав австралійський морський біолог Джон Кісінг у затоці Шарк-Бей. Вид описала у 2014 році морський біолог Ліза-Енн Гершвін. Вид назвала на честь автора знахідки.

## Отруйність
Укус медузи може викликати синдром Ірукаджі (ланцюг паралітичних ефектів, в тому числі сильний головний біль, болі в спині, м'язові болі, болі в області живота і таза, нудота і блювота, пітливість, неспокій, гіпертонія, тахікардія та набряк легенів), що може закінчитись смертельними наслідками.